# Mistrzostwa Polski w Curlingu 2009
Mistrzostwa Polski w Curlingu 2009 składały się z dwóch (kobiety) i trzech (mężczyźni) etapów. Turniej eliminacyjny i półfinałowy odbył się między 7 a 11 października w Gliwicach, a finały w dniach 23–25 października w Cieszynie.
W fazie finałowej brały udział 4 drużyny, które rywalizowały systemem kołowym. Do finału awansowały dwa najlepsze zespoły. Mistrzem Polski została drużyna, która wygrała dwukrotnie (wliczając mecz z rundy każdy z każdym).
Zgłoszenia do fazy eliminacyjnej przyjmowano do 30 września, tego samego dnia Polski Związek Curlingu ogłosił zasady powoływania reprezentacji na Mistrzostwa Europy 2009. PZC sfinansował występ reprezentacji kobiet, która została wybrana drogą selekcji po zakończeniu się mistrzostw Polski, trenerem i selekcjonerem został Fin Markku Uusipaavalniemi. PZC tylko częściowo pokryło koszty związane z wystawieniem reprezentacji mężczyzn, została nią drużyna mistrzowska, tylko w przypadku gdy zgodziła się na pokrycie kosztów związanych z dotarciem, zakwaterowaniem itp. w Aberdeen oraz zapłaciła za co najmniej 7-dniowe zgrupowanie przygotowawcze. Jeśli mistrz Polski zrezygnował, możliwość wyjazdu na ME dostała kolejna drużyna w klasyfikacji.
Tytuł mistrzów Polski w rywalizacji kobiet uzyskały zawodniczki MKS Axel Toruń Cocktail, w zawodach mężczyzn tytuł zdobyła drużyna Sopot CC Wa ku'ta Blues Brothers.
Do szerokiej kadry narodowej mającej zgrupowanie między 29 października a 11 listopada 2009 w Helsinkach wybrane zostały: Magdalena Dumanowska, Agnieszka Handzlik, Maria Kluś, Agata Musik, Magdalena Muskus, Elżibieta Ran, Magda Strączek, Magdalena Szołkiewicz, Dorota Wiśniewska.

## Eliminacje[3]

### Kobiety
| # | Drużyna                     |
| - | --------------------------- |
| 1 | MCC Warszawa                |
| 2 | MKS Axel Toruń Cocktail     |
| 3 | ŚKC Katowice                |
| 4 | AZS Łódź Zamieć             |
| 5 | RKC Toxic Team Ruda Śląska  |
| 6 | MKS Axel Toruń "Czarny Kot" |
| 7 | RKC CURLIK Ruda Śl.         |
| 8 | Krakowski Klub Curlingowy   |
| 9 | AZS Gliwice Cool Art        |

### Mężczyźni
| #  | Drużyna                                  |
| -- | ---------------------------------------- |
| 1  | Media CC KNB Warszawa                    |
| 2  | Sopot CC Wa ku'ta Blues Brothers         |
| 3  | RKC Tartel Ruda Śl.                      |
| 4  | City CC Warszawa Yeti                    |
| 5  | AZS Gliwice Smok i jego Wesoła Kompanija |
| 6  | Media CC Warszawa (Frynia)               |
| 7  | Karkonoski KC MWSLiT we Wrocławiu        |
| 8  | Media CC Warszawa Polaris                |
| 9  | AZS Gliwice RŁ2MiR                       |
| 10 | ŚKC MARLEX TEAM Katowice                 |
| 11 | ŚKC Kamole Katowice                      |
| 12 | CK NIKIFOR Krynica Zdrój                 |
| 13 | RKC CURLIK Ruda Śl.                      |
| 14 | AZS Łódź 1                               |
| 15 | ŚKC Lodołamacz Katowice                  |
| 16 | AZS Gliwice Elektrometal Plan-C          |
| 17 | KS Warszowice                            |
| 18 | Krakowski Klub Curlingowy 2              |
| 19 | Media CC Warszawa (Smak)                 |
| 20 | AZS Łódź 2                               |
| 21 | Krakowski Klub Curlingowy 1              |
| 22 | AZS Łódź 3                               |

## Finały

### Kobiety

#### Drużyny
|                         | Czwarta          | Trzecia               | Druga            | Otwierająca           | Rezerwowa          |
| ----------------------- | ---------------- | --------------------- | ---------------- | --------------------- | ------------------ |
| AZS Łódź Zamieć         | Adela Walczak    | Justyna Matusiak      | Zuzanna Rybicka  | Aleksandra Weremczuk  | Joanna Waryszak    |
| MCC Warszawa            | Katarzyna Wicik  | Agnieszka Ogrodniczek | Marianna Das     | Katarzyna Wilk        |                    |
| MKS Axel Toruń Cocktail | Krystyna Beniger | Katarzyna Selwant     | Anna Fijałkowska | Magdalena Dobiszewska | Agnieszka Marzęcka |
| ŚKC Katowice            | Justyna Beck     | Joanna Warot          | Katarzyna Dołęga | Patrycja Mach         | Agata Musik        |

#### Wyniki

##### Klasyfikacja końcowa
| # | Drużyna                 | W | P |
| - | ----------------------- | - | - |
| 1 | MKS Axel Toruń Cocktail | 3 | 0 |
| 2 | MCC Warszawa            | 1 | 2 |
| 3 | ŚKC Katowice            | 1 | 1 |
| 4 | AZS Łódź Zamieć         | 0 | 2 |

##### Finał
| 25 października 200910:00 | MKS Axel Toruń Cocktail | 9:6 | MCC Warszawa |  |
| 25 października 200910:00 |                         | 9:6 |              |  |

##### Klasyfikacja po rundzie każdy z każdym
| # | Drużyna                 | W | P |
| - | ----------------------- | - | - |
| 1 | MKS Axel Toruń Cocktail | 2 | 0 |
| 2 | MCC Warszawa            | 1 | 1 |
| 3 | ŚKC Katowice            | 1 | 1 |
| 4 | AZS Łódź Zamieć         | 0 | 2 |

##### Sesja 1.
Z powodu złego stanu lodowiska mecze 1. sesji kobiet przerwano a wyników nie brano pod uwagę. Nie odbyły się mecze MCC Warszawa-AZS Łódź Zamieć i MKS Axel Toruń Cocktail-ŚKC Katowice.

##### Sesja 2.
| 24 października 200911:00 | MCC Warszawa | 9:2 | ŚKC Katowice |  |
| 24 października 200911:00 |              | 9:2 |              |  |

|  | MKS Axel Toruń Cocktail | 14:4 | AZS Łódź Zamieć |  |
|  |                         | 14:4 |                 |  |

##### Sesja 3.
| 24 października 200918:00 | MCC Warszawa | 4:7 | MKS Axel Toruń Cocktail |  |
| 24 października 200918:00 |              | 4:7 |                         |  |

|  | ŚKC Katowice | 9:8 | AZS Łódź Zamieć |  |
|  |              | 9:8 |                 |  |

### Mężczyźni

#### Drużyny
|                                  | Skip                 | Trzeci             | Drugi              | Otwierający         | Rezerwowy             |
| -------------------------------- | -------------------- | ------------------ | ------------------ | ------------------- | --------------------- |
| City CC Warszawa Yeti            | Rafał Janowski       | Wojciech Ratajczak | Łukasz Otyś        | Rafał Czarnecki     | Tomasz Wołkow         |
| Media CC KNB Warszawa            | Arkadiusz Detyniecki | Rymwid Błaszczak   | Leszek Molski      | Grzegorz Korczyński | Marcin Piłat          |
| RKC Tartel Ruda Śl.              | Maciej Cesarz        | Adam Sterczewski   | Tomasz Kierzkowski | Maciej Cylupa       | Damian Cebula         |
| Sopot CC Wa ku'ta Blues Brothers | Borys Jasiecki       | Tomasz Cierkowski  | Szymon Błaszkowski | Bartosz Sitkiewicz  | Krzysztof Matuszewski |

#### Wyniki

##### Klasyfikacja końcowa
| # | Drużyna                          | W | P |
| - | -------------------------------- | - | - |
| 1 | Sopot CC Wa ku'ta Blues Brothers | 4 | 1 |
| 2 | Media CC KNB Warszawa            | 3 | 2 |
| 3 | RKC Tartel Ruda Śl.              | 1 | 2 |
| 4 | City CC Warszawa Yeti            | 0 | 3 |

##### Finał
| 25 października 200910:00 | Media CC KNB Warszawa | 1:10 | Sopot CC Wa ku'ta Blues Brothers |  |
| 25 października 200910:00 |                       | 1:10 |                                  |  |

| 25 października 200914:00 | Media CC KNB Warszawa | 3:8 | Sopot CC Wa ku'ta Blues Brothers |  |
| 25 października 200914:00 |                       | 3:8 |                                  |  |

##### Klasyfikacja po rundzie każdy z każdym
| # | Drużyna                          | W | P |
| - | -------------------------------- | - | - |
| 1 | Media CC KNB Warszawa            | 3 | 0 |
| 2 | Sopot CC Wa ku'ta Blues Brothers | 2 | 1 |
| 3 | RKC Tartel Ruda Śl.              | 1 | 2 |
| 4 | City CC Warszawa Yeti            | 0 | 3 |

##### Sesja 1.
| 23 października 200920:00 | Media CC KNB Warszawa | 8:3 | City CC Warszawa Yeti |  |
| 23 października 200920:00 |                       | 8:3 |                       |  |

|  | Sopot CC Wa ku'ta Blues Brothers | 11:3 | RKC Tartel Ruda Śl. |  |
|  |                                  | 11:3 |                     |  |

##### Sesja 2.
| 24 października 200911:00 | Media CC KNB Warszawa | 8:7 | RKC Tartel Ruda Śl. |  |
| 24 października 200911:00 |                       | 8:7 |                     |  |

|  | Sopot CC Wa ku'ta Blues Brothers | 7:2 | City CC Warszawa Yeti |  |
|  |                                  | 7:2 |                       |  |

##### Sesja 3.
| 24 października 200915:00 | Media CC KNB Warszawa | 7:5 | Sopot CC Wa ku'ta Blues Brothers |  |
| 24 października 200915:00 |                       | 7:5 |                                  |  |

|  | RKC Tartel Ruda Śl. | 10:5 | City CC Warszawa Yeti |  |
|  |                     | 10:5 |                       |  |